# Poikkisuonsaari
Poikkisuonsaari är en ö i Finland. Den ligger i sjön Kallavesi och i sjön Kallavesi och i  kommunen Leppävirta i den ekonomiska regionen  Varkaus ekonomiska region  och landskapet Norra Savolax, i den centrala delen av landet, 300 km nordost om huvudstaden Helsingfors. Öns area är 37,6 hektar och dess största längd är 1,4 kilometer i sydöst-nordvästlig riktning.